# Tractat de Kanghwa
El Tractat de Kanghwa va ser un tractat polític entre el Japó i Corea signat el febrer de 1876 i que rep el nom de l'illa Kanghwa, les costes de la qual van ser testimoni de l'incident naval entre els dos països que forçaria aquest tractat.

## Antecedents
Després de dos segles, la política japonesa de reclusió sota els shōguns del període Edo va acabar quan el país va ser obert al comerç per la Convenció de Kanagawa el 1854.
El gener de 1864, el rei Cheoljong va morir sense hereu masculí, i mitjançant els protocols de successió coreà el rei Gojong va pujar al tron als 12 anys. Tanmateix, com que el rei Gojong era massa jove per governar, el pare del nou rei, Yi Ha-ŭng, es va convertir en el Daewongun, o senyor de la gran cort, i va governar Corea en nom del seu fill com a regent. El Japó, acabada la Guerra Boshin i immers en la Restauració Meiji de 1868 i la caiguda del shogunat, el recentment format govern de Meiji es va embarcar en reformes per centralitzar i modernitzar el Japó. Els japonesos havien enviat delegacions i estudiants arreu del món per aprendre i assimilar les arts i les ciències occidentals, amb la intenció de fer del Japó igual a les potències occidentals. Aquestes reformes van transformar el Japó d'un país feudal societat en un estat industrial modern. Durant el mateix període, la dinastia Qing també va començar a experimentar reformes tant en la doctrina militar com en la política, però va tenir molt menys èxit.L'estratègia japonesa era aconseguir penetrar en el mercat coreà i robar aquesta àrea d'influència a la dinastia Qing xinesa.
El 1873, el mateix Gojong va prendre el poder. Debilitats políticament, econòmicament i militarment, el país i la monarquia van caure cada vegada més sota la influència de la Xina i el Japó.

## El tractat
El 1876, el Japó imposà per la força el tractat de Khanghwa a la dinastia Joseon de Corea, pel qual Corea obre el seu mercat al Japó en condicions molt favorables als japonesos. Per aquest tractat, Corea deixava d'estar en l'esfera Xina com tributari i obria tres ports als japonesos. A més, els japonesos a Corea es regirien per la llei japonesa i no per la coreana.